# Ehnen
Ehnen är en ort i Luxemburg.   Den ligger i kantonen Canton de Grevenmacher och distriktet Grevenmacher, i den sydöstra delen av landet, 19 kilometer öster om huvudstaden Luxemburg. Ehnen ligger 139 meter över havet och antalet invånare är 531.
Terrängen runt Ehnen är platt västerut, men österut är den kuperad. Ehnen ligger nere i en dal.  Runt Ehnen är det ganska tätbefolkat, med 134 invånare per kvadratkilometer.. Närmaste större samhälle är Luxemburg, 18,6 kilometer väster om Ehnen. 
Trakten runt Ehnen består till största delen av jordbruksmark.